# قمة الناتو ريغا 2006
قمة ريغا هي القمة التاسعة عشر لحلف شمال الأطلسي والتي اقيمت في 28-29 سبتمبر 2006 م في مدينة ريغا بدولة لاتفيا.